# アカデミー主演女優賞
アカデミー主演女優賞（アカデミーしゅえんじょゆうしょう、Academy Award for Best Actress）は、アカデミー賞の一部門。最も功績のあった主演女優に贈られる。
最年少受賞者はマーリー・マトリン（『愛は静けさの中に』、当時21歳）、最年少候補者はクヮヴェンジャネ・ウォレス（『ハッシュパピー 〜バスタブ島の少女〜』、当時9歳）、最年長受賞者はジェシカ・タンディ（『ドライビング MISS デイジー』、当時80歳）、最年長候補者はエマニュエル・リヴァ（『愛、アムール』、当時85歳）。
最多受賞者は4回のキャサリン・ヘプバーン、これは俳優全体としても最多である。また、主演女優賞を三度受賞したのはフランシス・マクドーマンド。主演女優賞を二度受賞したのはルイーゼ・ライナー（初の2年連続受賞）、ベティ・デイヴィス、オリヴィア・デ・ハヴィランド、ヴィヴィアン・リー、イングリッド・バーグマン（助演女優賞も1度受賞している）、エリザベス・テイラー、グレンダ・ジャクソン、ジェーン・フォンダ、サリー・フィールド、ジョディ・フォスター、ヒラリー・スワンク、メリル・ストリープ（助演女優賞も1度受賞している）、エマ・ストーンの13人。最多候補者はメリル・ストリープの17回。
非白人の女優が最初に受賞したのは、第74回（2001年度）のハル・ベリーである。またアジア人として初の受賞は第95回（2022年度）のミシェル・ヨーである。
（※注意　1927年度から1933年度までは、選考期間が年をまたがる。1934年度から、1年間の業績で判断される）

## 受賞及び候補者一覧

### 1920年代
| 年                                     | 女優名                     | 作品名                             | 役名 |
| -------------------------------------- | -------------------------- | ---------------------------------- | ---- |
| 1927/28年 （第1回）                    |                            |                                    |      |
| ジャネット・ゲイナー                   | 第七天国                   | ディアーヌ                         |      |
| ジャネット・ゲイナー                   | 街の天使                   | アンジェラ                         |      |
| ジャネット・ゲイナー                   | サンライズ                 | その妻 - アンドル                  |      |
| ルイーズ・ドレッサー                   | 老番人                     | プレズニック夫人                   |      |
| グロリア・スワンソン                   | 港の女                     | セイディ・トンプソン               |      |
| 1928/29年 （第2回）                    |                            |                                    |      |
| メアリー・ピックフォード               | コケット                   | ノーマ・ベサント                   |      |
| ルース・チャタートン                   | マダムX                    | ジャクリーン・フロリオット         |      |
| ベティ・カンプソン                     | 煩悩                       | キャリー                           |      |
| ジーン・イーグルス（死後のノミネート） | 手紙                       | レスリー・クロスビー               |      |
| コリンヌ・グリフィス                   | 情炎の美姫                 | エマ・ハート、レディー・ハミルトン |      |
| ベッシー・ラヴ                         | ブロードウェイ・メロディー | ハンク・マホーニー                 |      |

### 1930年代
| 年                                        | 女優名                       | 作品名                                        | 役名 |
| ----------------------------------------- | ---------------------------- | --------------------------------------------- | ---- |
| 1929/30年 （第3回）                       |                              |                                               |      |
| ノーマ・シアラー                          | 結婚双紙                     | ジェリー・バーナード・マーティン              |      |
| ナンシー・キャロル                        | 悪魔の日曜日                 | ハリー・ホバート                              |      |
| ルース・チャタートン                      | サラアとその子               | サラ・ストーム                                |      |
| グレタ・ガルボ                            | アンナ・クリスティ           | アンナ・クリスティ                            |      |
| グレタ・ガルボ                            | ロマンス                     | マダム・リタ・カヴァリーニ                    |      |
| ノーマ・シアラー                          | Their Own Desire             | ルシア・"ラリー"・マーレット                  |      |
| グロリア・スワンソン                      | トレスパッサー               | マリオン・ドンネル                            |      |
| 1930/31年 （第4回）                       |                              |                                               |      |
| マリー・ドレスラー                        | 惨劇の波止場                 | ミン・ディボット                              |      |
| マレーネ・ディートリヒ                    | モロッコ                     | マドモアゼル・アミー・ジョリー                |      |
| アイリーン・ダン                          | シマロン                     | セイブラ・クラヴァト                          |      |
| アン・ハーディング                        | Holiday                      | リンダ・シートン                              |      |
| ノーマ・シアラー                          | 自由の魂                     | ジャン・アッシュ                              |      |
| 1931/32年 （第5回）                       |                              |                                               |      |
| ヘレン・ヘイズ                            | マデロンの悲劇               | マデロン・クロード                            |      |
| マリー・ドレスラー                        | 愛に叛く者                   | エマ・サッチャー・スミス                      |      |
| リン・フォンテイン                        | 近衛兵                       | 女優                                          |      |
| 1932/33年 （第6回）                       |                              |                                               |      |
| キャサリン・ヘプバーン                    | 勝利の朝                     | エヴァ・ラヴレイス                            |      |
| メイ・ロブソン（第2位）                   | 一日だけの淑女               | アップル・アニー                              |      |
| ダイアナ・ウィンヤード（第3位）           | カヴァルケード               | ジェーン・マリオット                          |      |
| 1934年 （第7回）                          |                              |                                               |      |
| クローデット・コルベール                  | 或る夜の出来事               | エリー・アンドリュース                        |      |
| グレース・ムーア                          | 恋の一夜                     | メアリー・バレット                            |      |
| ノーマ・シアラー（第2位）                 | 白い蘭                       | エリザベス・バレット・ブラウニング            |      |
| ベティ・デイヴィス（書き込み投票・第3位） | 痴人の愛                     | ミルドレッド・ロジャース                      |      |
| 1935年 （第8回）                          |                              |                                               |      |
| ベティ・デイヴィス                        | 青春の抗議                   | ジョイス・ヒース                              |      |
| エリザベート・ベルクナー                  | 逃げちゃ嫌よ                 | ジェマ・ジョーンズ                            |      |
| クローデット・コルベール                  | 白い友情                     | ジェーン・エベレスト博士                      |      |
| キャサリン・ヘプバーン（第3位）           | 乙女よ嘆くな                 | アリス・アダムス                              |      |
| ミリアム・ホプキンス（第2位）             | 虚栄の市                     | ベッキー・シャープ                            |      |
| マール・オベロン                          | ダーク・エンジェル           | キティ・ベーン                                |      |
| 1936年 （第9回）                          |                              |                                               |      |
| ルイーゼ・ライナー                        | 巨星ジーグフェルド           | アンナ・ヘルド                                |      |
| アイリーン・ダン                          | 花嫁凱旋                     | テオドラ・リン                                |      |
| グラディス・ジョージ                      | 情熱への反抗                 | キャリー・スナイダー                          |      |
| キャロル・ロンバード                      | 襤褸と宝石                   | アイリーン・ブロック                          |      |
| ノーマ・シアラー                          | ロミオとジュリエット         | ジュリエット - キャピュレットの娘             |      |
| 1937年 （第10回）                         |                              |                                               |      |
| ルイーゼ・ライナー                        | 大地                         | 玉蘭                                          |      |
| アイリーン・ダン                          | 新婚道中記                   | ルーシー・ワリナー                            |      |
| グレタ・ガルボ                            | 椿姫                         | マルグリット・ゴーティエ                      |      |
| ジャネット・ゲイナー                      | スタア誕生                   | エスター・ブロジェット / ヴィッキー・レスター |      |
| バーバラ・スタンウィック                  | ステラ・ダラス               | ステラ・マーティン・ダラス                    |      |
| 1938年 （第11回）                         |                              |                                               |      |
| ベティ・デイヴィス                        | 黒蘭の女                     | ジュリー・マースデン                          |      |
| フェイ・ベインター                        | White Banners                | ハンナ・パーマリー                            |      |
| ウェンディ・ヒラー                        | ピグマリオン                 | イライザ・ドゥーリトル                        |      |
| ノーマ・シアラー                          | マリー・アントアネットの生涯 | マリー・アントワネット                        |      |
| マーガレット・サラヴァン                  | 三人の仲間                   | パトリシア・"パット"・ホルマン                |      |
| 1939年 （第12回）                         |                              |                                               |      |
| ヴィヴィアン・リー                        | 風と共に去りぬ               | スカーレット・オハラ                          |      |
| ベティ・デイヴィス                        | 愛の勝利                     | ジュディス・トレハーン                        |      |
| アイリーン・ダン                          | 邂逅                         | テリー・マッケイ                              |      |
| グレタ・ガルボ                            | ニノチカ                     | ニーナ・ヨシェンコ・"ニノチカ"・イワノフ      |      |
| グリア・ガースン                          | チップス先生さようなら       | キャサリン                                    |      |

### 1940年代
| 年                           | 女優名                   | 作品名                                 | 役名 |
| ---------------------------- | ------------------------ | -------------------------------------- | ---- |
| 1940年 （第13回）            |                          |                                        |      |
| ジンジャー・ロジャース       | 恋愛手帖                 | キティ・フォイル                       |      |
| ベティ・デイヴィス           | 月光の女                 | レスリー・クロスビー                   |      |
| ジョーン・フォンテイン       | レベッカ                 | 第二夫人デ・ウィンター                 |      |
| キャサリン・ヘプバーン       | フィラデルフィア物語     | トレイシー・ロード                     |      |
| マーサ・スコット             | 我等の町                 | エミリー・ウェッブ                     |      |
| 1941年 （第14回）            |                          |                                        |      |
| ジョーン・フォンテイン       | 断崖                     | リナ・マクレイドロウ・アイガース       |      |
| ベティ・デイヴィス           | 偽りの花園               | レジーナ・ギデンズ                     |      |
| オリヴィア・デ・ハヴィランド | Hold Back the Dawn       | エミー・ブラウン                       |      |
| グリア・ガースン             | 塵に咲く花               | エドナ・カーリー・グラドニー           |      |
| バーバラ・スタンウィック     | 教授と美女               | キャサリン・"シュガーパス"・オシェイ   |      |
| 1942年 （第15回）            |                          |                                        |      |
| グリア・ガースン             | ミニヴァー夫人           | カイ・ミニヴァー                       |      |
| ベティ・デイヴィス           | 情熱の航路               | シャーロット・ヴェイル                 |      |
| キャサリン・ヘプバーン       | 女性No.1                 | テス・ハーディング                     |      |
| ロザリンド・ラッセル         | My Sister Eileen         | ルース・シャーウッド                   |      |
| テレサ・ライト               | 打撃王                   | エレノア・トゥイッチェル・ゲーリッグ   |      |
| 1943年 （第16回）            |                          |                                        |      |
| ジェニファー・ジョーンズ     | 聖処女                   | ベルナデッタ・スビルー                 |      |
| ジーン・アーサー             | 陽気なルームメイト       | コンスタンス・"コニー"・ミリガン       |      |
| イングリッド・バーグマン     | 誰が為に鐘は鳴る         | マリア                                 |      |
| ジョーン・フォンテイン       | 永遠の処女               | テッサ・サンガー                       |      |
| グリア・ガースン             | キュリー夫人             | マリ・キュリー                         |      |
| 1944年 （第17回）            |                          |                                        |      |
| イングリッド・バーグマン     | ガス燈                   | ポーラ・アルキスト・アントン           |      |
| クローデット・コルベール     | 君去りし後               | アン・ヒルトン                         |      |
| ベティ・デイヴィス           | 愛の終焉                 | ファニー・トレリス                     |      |
| グリア・ガースン             | パーキントン夫人         | スージー・"スパロウ"・パーキントン     |      |
| バーバラ・スタンウィック     | 深夜の告白               | フィリス・ディートリクソン             |      |
| 1945年 （第18回）            |                          |                                        |      |
| ジョーン・クロフォード       | ミルドレッド・ピアース   | ミルドレッド・ピアース                 |      |
| イングリッド・バーグマン     | 聖メリーの鐘             | シスター・メアリー・ベネディクト       |      |
| グリア・ガースン             | 愛の決断                 | メアリー・ラファーティ                 |      |
| ジェニファー・ジョーンズ     | ラヴレター               | シングルトン                           |      |
| ジーン・ティアニー           | 哀愁の湖                 | エレン・ベレント・ハーランド           |      |
| 1946年 （第19回）            |                          |                                        |      |
| オリヴィア・デ・ハヴィランド | 遥かなる我が子           | ジョゼフィン・"ジョディ"・ノリス       |      |
| セリア・ジョンソン           | 逢びき                   | ローラ・ジェッソン                     |      |
| ジェニファー・ジョーンズ     | 白昼の決闘               | パール・チャベス                       |      |
| ロザリンド・ラッセル         | 世界の母                 | シスター・エリザベス・ケニー           |      |
| ジェーン・ワイマン           | 子鹿物語                 | オリー・バクスター                     |      |
| 1947年 （第20回）            |                          |                                        |      |
| ロレッタ・ヤング             | ミネソタの娘             | カトリン・ホルストローム               |      |
| ジョーン・クロフォード       | 失われた心               | ルイーズ・ハウエル                     |      |
| スーザン・ヘイワード         | スマッシュ・アップ       | アンジェリカ・エヴァンス・コンウェイ   |      |
| ドロシー・マクガイア         | 紳士協定                 | キャシー・レイシー                     |      |
| ロザリンド・ラッセル         | Mourning Becomes Electra | ラヴィニア・マノン                     |      |
| 1948年 （第21回）            |                          |                                        |      |
| ジェーン・ワイマン           | ジョニー・ベリンダ       | ベリンダ・マクドナルド                 |      |
| イングリッド・バーグマン     | ジャンヌ・ダーク         | ジャンヌ・ダルク                       |      |
| オリヴィア・デ・ハヴィランド | 蛇の穴                   | ヴァージニア・スチュアート・カニンガム |      |
| アイリーン・ダン             | ママの想い出             | マーサ・ハンソン                       |      |
| バーバラ・スタンウィック     | 私は殺される             | レオナ・スティーブンソン               |      |
| 1949年 （第22回）            |                          |                                        |      |
| オリヴィア・デ・ハヴィランド | 女相続人                 | キャサリン・スローパー                 |      |
| ジーン・クレイン             | ピンキー                 | パトリシア・"ピンキー"・ジョンソン     |      |
| スーザン・ヘイワード         | 愚かなり我が心           | エロイーズ・ウィンターズ               |      |
| デボラ・カー                 | Edward, My Son           | イヴリン・ボールト                     |      |
| ロレッタ・ヤング             | 星は輝く                 | シスター・マーガレット                 |      |

### 1950年代
| 年                       | 女優名                    | 作品名                                             | 役名 |
| ------------------------ | ------------------------- | -------------------------------------------------- | ---- |
| 1950年 （第23回）        |                           |                                                    |      |
| ジュディ・ホリデイ       | ボーン・イエスタデイ      | エマ・"ビリー"・ドーン                             |      |
| アン・バクスター         | イヴの総て                | イヴ・ハリントン                                   |      |
| ベティ・デイヴィス       | イヴの総て                | マーゴ・チャニング                                 |      |
| エリノア・パーカー       | 女囚の掟                  | マリー・アレン                                     |      |
| グロリア・スワンソン     | サンセット大通り          | ノーマ・デズモンド                                 |      |
| 1951年 （第24回）        |                           |                                                    |      |
| ヴィヴィアン・リー       | 欲望という名の電車        | ブランチ・デュボア                                 |      |
| キャサリン・ヘプバーン   | アフリカの女王            | ローズ・セイヤー                                   |      |
| エリノア・パーカー       | 探偵物語                  | メアリー・マクラウド                               |      |
| シェリー・ウィンタース   | 陽のあたる場所            | アリス・トリップ                                   |      |
| ジェーン・ワイマン       | 青いヴェール              | ルイーズ・メイソン                                 |      |
| 1952年 （第25回）        |                           |                                                    |      |
| シャーリー・ブース       | 愛しのシバよ帰れ          | ローラ・デラニー                                   |      |
| ジョーン・クロフォード   | 突然の恐怖                | マイラ・ハドソン                                   |      |
| ベティ・デイヴィス       | The Star                  | マーガレット・エリオット                           |      |
| ジュリー・ハリス         | The Member of the Wedding | フランシス・"フランキー"・アダムズ                 |      |
| スーザン・ヘイワード     | わが心に歌えば            | ジェーン・フロマン                                 |      |
| 1953年 （第26回）        |                           |                                                    |      |
| オードリー・ヘプバーン   | ローマの休日              | アン王女                                           |      |
| レスリー・キャロン       | リリー                    | リリー・ドーリエ                                   |      |
| エヴァ・ガードナー       | モガンボ                  | エロイーズ・"ハニー・ベア"・ケリー                 |      |
| デボラ・カー             | 地上より永遠に            | カレン・ホルムス                                   |      |
| マギー・マクナマラ       | 月蒼くして                | パティ・オニール                                   |      |
| 1954年 （第27回）        |                           |                                                    |      |
| グレース・ケリー         | 喝采                      | ジョージー・エルジン                               |      |
| ドロシー・ダンドリッジ   | カルメン                  | カルメン・ジョーンズ                               |      |
| ジュディ・ガーランド     | スタア誕生                | ヴィッキー・レスター / エスター・ブロジェット      |      |
| オードリー・ヘプバーン   | 麗しのサブリナ            | サブリナ・フェアチャイルド                         |      |
| ジェーン・ワイマン       | 心のともしび              | ヘレン・フィリップス                               |      |
| 1955年 （第28回）        |                           |                                                    |      |
| アンナ・マニャーニ       | バラの刺青                | セラフィナ・デル・ローズ                           |      |
| スーザン・ヘイワード     | 明日泣く                  | リリアン・ロス                                     |      |
| キャサリン・ヘプバーン   | 旅情                      | ジェーン・ハドソン                                 |      |
| ジェニファー・ジョーンズ | 慕情                      | ハン・スーイン                                     |      |
| エリノア・パーカー       | わが愛は終りなし          | マージョリー・"マージー"・ローレンス               |      |
| 1956年 （第29回）        |                           |                                                    |      |
| イングリッド・バーグマン | 追想                      | アンナ・コレフ / アナスタシア                      |      |
| キャロル・ベイカー       | ベビイ・ドール            | ベビイ・ドール・メイガン                           |      |
| キャサリン・ヘプバーン   | 雨を降らす男              | リジー・カリー                                     |      |
| ナンシー・ケリー         | 悪い種子                  | クリスティン・ペンマーク                           |      |
| デボラ・カー             | 王様と私                  | アンナ・レオノーウェンズ                           |      |
| 1957年 （第30回）        |                           |                                                    |      |
| ジョアン・ウッドワード   | イブの三つの顔            | イブ・ホワイト / イブ・ブラック / ジェーン         |      |
| デボラ・カー             | 白い砂                    | シスター・アンジェラ                               |      |
| アンナ・マニャーニ       | 野生の息吹き              | ジョイア                                           |      |
| エリザベス・テイラー     | 愛情の花咲く樹            | スザンナ・ドレイク                                 |      |
| ラナ・ターナー           | 青春物語                  | コンスタンス・マッケンジー                         |      |
| 1958年 （第31回）        |                           |                                                    |      |
| スーザン・ヘイワード     | 私は死にたくない          | バーバラ・グレアム                                 |      |
| デボラ・カー             | 旅路                      | シビル・レイルトン＝ベル                           |      |
| シャーリー・マクレーン   | 走り来る人々              | ジニー・メイムーアヘッド                           |      |
| ロザリンド・ラッセル     | メイム叔母さん            | メイム・デニス                                     |      |
| エリザベス・テイラー     | 熱いトタン屋根の猫        | マーガレット・"マギー・ザ・キャット"・ポリット     |      |
| 1959年 （第32回）        |                           |                                                    |      |
| シモーヌ・シニョレ       | 年上の女                  | アリス・アイスジル                                 |      |
| ドリス・デイ             | 夜を楽しく                | ジャン・モロー                                     |      |
| オードリー・ヘプバーン   | 尼僧物語                  | シスター・ルーク（ガブリエル・ファン・デル・マル） |      |
| キャサリン・ヘプバーン   | 去年の夏 突然に           | ヴァイオレット・ヴェナブル                         |      |
| エリザベス・テイラー     | 去年の夏 突然に           | キャサリン・ホリー                                 |      |

### 1960年代
| 年                               | 女優名                             | 作品名                                 | 役名 |
| -------------------------------- | ---------------------------------- | -------------------------------------- | ---- |
| 1960年 （第33回）                |                                    |                                        |      |
| エリザベス・テイラー             | バターフィールド8                  | グロリア・ワンドロース                 |      |
| グリア・ガースン                 | ルーズベルト物語                   | エレノア・ルーズベルト                 |      |
| デボラ・カー                     | サンダウナーズ                     | アイダ・カーモディ                     |      |
| シャーリー・マクレーン           | アパートの鍵貸します               | フラン・キューブリック                 |      |
| メリナ・メルクーリ               | 日曜はダメよ                       | イリヤ                                 |      |
| 1961年 （第34回）                |                                    |                                        |      |
| ソフィア・ローレン               | ふたりの女                         | セシリア                               |      |
| オードリー・ヘプバーン           | ティファニーで朝食を               | ホリー・ゴライトリー                   |      |
| パイパー・ローリー               | ハスラー                           | サラ・パッカード                       |      |
| ジェラルディン・ペイジ           | 肉体のすきま風                     | アルマ・ワインミラー                   |      |
| ナタリー・ウッド                 | 草原の輝き                         | ウィルマ・ディーン・"デニー"・ルーミス |      |
| 1962年 （第35回）                |                                    |                                        |      |
| アン・バンクロフト               | 奇跡の人                           | アン・サリヴァン                       |      |
| ベティ・デイヴィス               | 何がジェーンに起ったか?            | ベビー・ジェーン・ハドソン             |      |
| キャサリン・ヘプバーン           | 夜への長い旅路                     | メアリー・タイロン                     |      |
| ジェラルディン・ペイジ           | 渇いた太陽                         | アレクサンドラ・デル・ラーゴ           |      |
| リー・レミック                   | 酒とバラの日々                     | カースティン・アーネセン・クレイ       |      |
| 1963年 （第36回）                |                                    |                                        |      |
| パトリシア・ニール               | ハッド                             | アルマ・ブラウン                       |      |
| レスリー・キャロン               | The L-Shaped Room                  | ジェーン・フォセット                   |      |
| シャーリー・マクレーン           | あなただけ今晩は                   | 可愛いイルマ                           |      |
| レイチェル・ロバーツ             | 孤独の報酬                         | マーガレット・ハモンド                 |      |
| ナタリー・ウッド                 | マンハッタン物語                   | アンジー・ロッシーニ                   |      |
| 1964年 （第37回）                |                                    |                                        |      |
| ジュリー・アンドリュース         | メリー・ポピンズ                   | メリー・ポピンズ                       |      |
| アン・バンクロフト               | 女が愛情に渇くとき                 | ジョー・アーミテージ                   |      |
| ソフィア・ローレン               | ああ結婚                           | フィルメーナ・マルトゥラーノ           |      |
| デビー・レイノルズ               | 不沈のモリー・ブラウン             | マーガレット・ブラウン                 |      |
| キム・スタンレー                 | 雨の午後の降霊祭                   | マイラ・サベージ                       |      |
| 1965年 （第38回）                |                                    |                                        |      |
| ジュリー・クリスティ             | ダーリング                         | ディアナ・スコット                     |      |
| ジュリー・アンドリュース         | サウンド・オブ・ミュージック       | マリア・フォン・トラップ               |      |
| サマンサ・エッガー               | コレクター                         | ミランダ・グレイ                       |      |
| エリザベス・ハートマン           | いつか見た青い空                   | セリーナ・ダーシー                     |      |
| シモーヌ・シニョレ               | 愚か者の船                         | 伯爵夫人                               |      |
| 1966年 （第39回）                |                                    |                                        |      |
| エリザベス・テイラー             | バージニア・ウルフなんかこわくない | マーサ                                 |      |
| アヌーク・エーメ                 | 男と女                             | アン・ゴーティエ                       |      |
| イダ・カミンスカ                 | 大通りの店                         | ロザリー・ロートマン                   |      |
| リン・レッドグレイヴ             | ジョージー・ガール                 | ジョージー・パーキン                   |      |
| ヴァネッサ・レッドグレイヴ       | モーガン                           | レオニー・デルト                       |      |
| 1967年 （第40回）                |                                    |                                        |      |
| キャサリン・ヘプバーン           | 招かれざる客                       | クリスティーナ・ドレイトン             |      |
| アン・バンクロフト               | 卒業                               | ミセス・ロビンソン                     |      |
| フェイ・ダナウェイ               | 俺たちに明日はない                 | ボニー・パーカー                       |      |
| イーディス・エヴァンス           | 哀愁の旅路                         | マギー・ロス                           |      |
| オードリー・ヘプバーン           | 暗くなるまで待って                 | スージー・ヘンドリクス                 |      |
| 1968年 （第41回）                |                                    |                                        |      |
| キャサリン・ヘプバーン（タイ）   | 冬のライオン                       | アキテーヌのエレノア                   |      |
| バーブラ・ストライサンド（タイ） | ファニー・ガール                   | ファニー・ブライス                     |      |
| パトリシア・ニール               | The Subject was Roses              | ネティ・クリアリー                     |      |
| ヴァネッサ・レッドグレイヴ       | 裸足のイサドラ                     | イサドラ・ダンカン                     |      |
| ジョアン・ウッドワード           | レーチェル レーチェル              | レーチェル・キャメロン                 |      |
| 1969年 （第42回）                |                                    |                                        |      |
| マギー・スミス                   | ミス・ブロディの青春               | ジェーン・ブロディ                     |      |
| ジュヌヴィエーヴ・ビュジョルド   | 1000日のアン                       | アン・ブーリン                         |      |
| ジェーン・フォンダ               | ひとりぼっちの青春                 | グロリア・ビーティ                     |      |
| ライザ・ミネリ                   | くちづけ                           | メアリー・アン・"プーキー"・アダムス   |      |
| ジーン・シモンズ                 | ハッピーエンド/幸せの彼方に        | メアリー・ウィルソン                   |      |

### 1970年代
| 年                             | 女優名                              | 作品名                         | 役名 |
| ------------------------------ | ----------------------------------- | ------------------------------ | ---- |
| 1970年 （第43回）              |                                     |                                |      |
| グレンダ・ジャクソン           | 恋する女たち                        | グドルン・ブラングィン         |      |
| ジェーン・アレクサンダー       | ボクサー                            | エレノア・バックマン           |      |
| アリ・マッグロー               | ある愛の詩                          | ジェニファー・カヴァレリ       |      |
| サラ・マイルズ                 | ライアンの娘                        | ロージー・ライアン             |      |
| キャリー・スノッドグレス       | わが愛は消え去りて                  | ティナ・バルサー               |      |
| 1971年 （第44回）              |                                     |                                |      |
| ジェーン・フォンダ             | コールガール                        | ブリー・ダニエルズ             |      |
| ジュリー・クリスティ           | ギャンブラー                        | コンスタンス・ミラー           |      |
| グレンダ・ジャクソン           | 日曜日は別れの時                    | アレックス・グレヴィル         |      |
| ヴァネッサ・レッドグレイヴ     | クイン・メリー/愛と悲しみの生涯     | スコットランド女王メアリー     |      |
| ジャネット・サズマン           | ニコライとアレクサンドラ            | アレクサンドラ皇后             |      |
| 1972年 （第45回）              |                                     |                                |      |
| ライザ・ミネリ                 | キャバレー                          | サリー・ボウルズ               |      |
| ダイアナ・ロス                 | ビリー・ホリデイ物語/奇妙な果実     | ビリー・ホリデイ               |      |
| マギー・スミス                 | Travels with My Aunt                | オーガスタ・バートラム         |      |
| シシリー・タイソン             | サウンダー                          | レベッカ・モーガン             |      |
| リヴ・ウルマン                 | 移民者たち                          | クリスティーナ                 |      |
| 1973年 （第46回）              |                                     |                                |      |
| グレンダ・ジャクソン           | ウィークエンド・ラブ                | ヴィッキー・アレッシオ         |      |
| エレン・バースティン           | エクソシスト                        | クリス・マクニール             |      |
| マーシャ・メイソン             | シンデレラ・リバティー/かぎりなき愛 | マギー・ポール                 |      |
| バーブラ・ストライサンド       | 追憶                                | ケイティ・モロスキー           |      |
| ジョアン・ウッドワード         | Summer Wishes, Winter Dreams        | リタ・ウォールデン             |      |
| 1974年 （第47回）              |                                     |                                |      |
| エレン・バースティン           | アリスの恋                          | アリス・ハイアット             |      |
| ダイアン・キャロル             | 愛しのクローディン                  | クローディン・プライス         |      |
| フェイ・ダナウェイ             | チャイナタウン                      | エヴリン・クロス・モーレイ     |      |
| ヴァレリー・ペリン             | レニー・ブルース                    | ハニー・ブルース               |      |
| ジーナ・ローランズ             | こわれゆく女                        | メイベル・ロンゲッティ         |      |
| 1975年 （第48回）              |                                     |                                |      |
| ルイーズ・フレッチャー         | カッコーの巣の上で                  | 看護婦ミルドレッド・ラチェッド |      |
| イザベル・アジャーニ           | アデルの恋の物語                    | アデル・ユゴー                 |      |
| アン＝マーグレット             | トミー                              | ノラ・ウォーカー・ホッブズ     |      |
| グレンダ・ジャクソン           | Hedda                               | ヘッダ・ガブラー               |      |
| キャロル・ケイン               | Hester Street                       | ギトル                         |      |
| 1976年 （第49回）              |                                     |                                |      |
| フェイ・ダナウェイ             | ネットワーク                        | ダイアナ・クリステンセン       |      |
| マリー＝クリスティーヌ・バロー | さよならの微笑                      | マルト                         |      |
| タリア・シャイア               | ロッキー                            | エイドリアン・ペニノ           |      |
| シシー・スペイセク             | キャリー                            | キャリー・ホワイト             |      |
| リヴ・ウルマン                 | 鏡の中の女                          | ジェニー·イサクション          |      |
| 1977年 （第50回）              |                                     |                                |      |
| ダイアン・キートン             | アニー・ホール                      | アニー・ホール                 |      |
| アン・バンクロフト             | 愛と喝采の日々                      | エマ・ジャックリン             |      |
| ジェーン・フォンダ             | ジュリア                            | リリアン・ヘルマン             |      |
| シャーリー・マクレーン         | 愛と喝采の日々                      | ディーディー・ロジャース       |      |
| マーシャ・メイソン             | グッバイガール                      | ポーラ・マクファーデン         |      |
| 1978年 （第51回）              |                                     |                                |      |
| ジェーン・フォンダ             | 帰郷                                | サリー・ハイド                 |      |
| イングリッド・バーグマン       | 秋のソナタ                          | シャーロット・アンダーガスト   |      |
| エレン・バースティン           | セイム・タイム、ネクスト・イヤー    | ドリス                         |      |
| ジル・クレイバーグ             | 結婚しない女                        | エリカ                         |      |
| ジェラルディン・ペイジ         | インテリア                          | イヴ                           |      |
| 1979年 （第52回）              |                                     |                                |      |
| サリー・フィールド             | ノーマ・レイ                        | ノーマ・レイ・ウェブスター     |      |
| ジル・クレイバーグ             | 結婚ゲーム                          | マリリン・ホルンバーグ         |      |
| ジェーン・フォンダ             | チャイナ・シンドローム              | キンバリー・ウェルズ           |      |
| マーシャ・メイソン             | 第2章                               | ジェニー・マクレーン           |      |
| ベット・ミドラー               | ローズ                              | メアリー・ローズ・フォスター   |      |

### 1980年代
| 年                         | 女優名                                      | 作品名                                   | 役名 |
| -------------------------- | ------------------------------------------- | ---------------------------------------- | ---- |
| 1980年 （第53回）          |                                             |                                          |      |
| シシー・スペイセク         | 歌え!ロレッタ愛のために                     | ロレッタ・リン                           |      |
| エレン・バースティン       | レザレクション/復活                         | エドナ・メイ・マッコーリー               |      |
| ゴールディ・ホーン         | プライベート・ベンジャミン                  | ジュディ・ベンジャミン                   |      |
| メアリー・タイラー・ムーア | 普通の人々                                  | ベス・ジャレット                         |      |
| ジーナ・ローランズ         | グロリア                                    | グロリア・スウェンソン                   |      |
| 1981年 （第54回）          |                                             |                                          |      |
| キャサリン・ヘプバーン     | 黄昏                                        | エセル・セアー                           |      |
| ダイアン・キートン         | レッズ                                      | ルイーズ・ブライアント                   |      |
| マーシャ・メイソン         | 泣かないで                                  | ジョージア・ハインズ                     |      |
| スーザン・サランドン       | アトランティック・シティ                    | サリー・マシューズ                       |      |
| メリル・ストリープ         | フランス軍中尉の女                          | アンナ（サラ・ウッドラフ）               |      |
| 1982年 （第55回）          |                                             |                                          |      |
| メリル・ストリープ         | ソフィーの選択                              | ソフィー・ザウィストウスキー             |      |
| ジュリー・アンドリュース   | ビクター/ビクトリア                         | ヴィクトリア・グラント                   |      |
| ジェシカ・ラング           | 女優フランシス                              | フランシス・ファーマー                   |      |
| シシー・スペイセク         | ミッシング                                  | ベス・ホーマン                           |      |
| デブラ・ウィンガー         | 愛と青春の旅だち                            | ポーラ・ポリフキ                         |      |
| 1983年 （第56回）          |                                             |                                          |      |
| シャーリー・マクレーン     | 愛と追憶の日々                              | オーロラ・グリーンウェイ                 |      |
| ジェーン・アレクサンダー   | テスタメント                                | キャロル・ウェザリー                     |      |
| メリル・ストリープ         | シルクウッド                                | カレン・シルクウッド                     |      |
| ジュリー・ウォルターズ     | リタと大学教授                              | リタ                                     |      |
| デブラ・ウィンガー         | 愛と追憶の日々                              | エマ・グリーンウェイ・ホートン           |      |
| 1984年 （第57回）          |                                             |                                          |      |
| サリー・フィールド         | プレイス・イン・ザ・ハート                  | エドナ・スポルディング                   |      |
| ジュディ・デイヴィス       | インドへの道                                | アデラ・クエステッド                     |      |
| ジェシカ・ラング           | カントリー                                  | ジェウェル・アイヴィー                   |      |
| ヴァネッサ・レッドグレイヴ | ボストニアン                                | オリーヴ・チャンセラー                   |      |
| シシー・スペイセク         | ザ・リバー                                  | メイ・ガーベイ                           |      |
| 1985年 （第58回）          |                                             |                                          |      |
| ジェラルディン・ペイジ     | バウンティフルへの旅                        | キャリー・ワッツ                         |      |
| アン・バンクロフト         | アグネス                                    | マザー・ミリアム・ルース                 |      |
| ウーピー・ゴールドバーグ   | カラーパープル                              | セリーズ・ハリス・ジョンソン             |      |
| ジェシカ・ラング           | ジェシカ・ラングの スウィート・ドリーム     | パッツィ・クライン                       |      |
| メリル・ストリープ         | 愛と哀しみの果て                            | カレン・ブリクセン                       |      |
| 1986年 （第59回）          |                                             |                                          |      |
| マーリー・マトリン         | 愛は静けさの中に                            | サラ・ノーマン                           |      |
| ジェーン・フォンダ         | モーニングアフター                          | アレックス・スタンバーグ                 |      |
| シシー・スペイセク         | ロンリー・ハート                            | ベイブ・マグラス                         |      |
| キャスリーン・ターナー     | ペギー・スーの結婚                          | ペギー・スー・ボデル                     |      |
| シガニー・ウィーバー       | エイリアン2                                 | エレン・リプリー                         |      |
| 1987年 （第60回）          |                                             |                                          |      |
| シェール                   | 月の輝く夜に                                | ロレッタ・カストリニ                     |      |
| グレン・クローズ           | 危険な情事                                  | アレックス・フォレスト                   |      |
| ホリー・ハンター           | ブロードキャスト・ニュース                  | ジェーン・クレイグ                       |      |
| サリー・カークランド       | アンナ                                      | アンナ                                   |      |
| メリル・ストリープ         | 黄昏に燃えて                                | ヘレン・アーチャー                       |      |
| 1988年 （第61回）          |                                             |                                          |      |
| ジョディ・フォスター       | 告発の行方                                  | サラ・トビアス                           |      |
| グレン・クローズ           | 危険な関係                                  | メルトゥイユ侯爵夫人                     |      |
| メラニー・グリフィス       | ワーキング・ガール                          | テス・マクギル                           |      |
| メリル・ストリープ         | A Cry in the Dark                           | リンディ・チェンバレン                   |      |
| シガニー・ウィーバー       | 愛は霧のかなたに                            | ダイアン・フォッシー                     |      |
| 1989年 （第62回）          |                                             |                                          |      |
| ジェシカ・タンディ         | ドライビング Miss デイジー                  | デイジー・ワサン                         |      |
| イザベル・アジャーニ       | カミーユ・クローデル                        | カミーユ・クローデル                     |      |
| ポーリーン・コリンズ       | 旅する女/シャーリー・バレンタイン           | シャーリー・バレンタイン＝ブラッドショー |      |
| ジェシカ・ラング           | ミュージックボックス                        | アン・タルボット                         |      |
| ミシェル・ファイファー     | 恋のゆくえ/ファビュラス・ベイカー・ボーイズ | スージー・ダイアモンド                   |      |

### 1990年代
| 年                               | 女優名                             | 作品名                         | 役名 |
| -------------------------------- | ---------------------------------- | ------------------------------ | ---- |
| 1990年 （第63回）                |                                    |                                |      |
| キャシー・ベイツ                 | ミザリー                           | アニー・ウィルクス             |      |
| アンジェリカ・ヒューストン       | グリフターズ/詐欺師たち            | リリー・ディロン               |      |
| ジュリア・ロバーツ               | プリティ・ウーマン                 | ビビアン・ワード               |      |
| メリル・ストリープ               | ハリウッドにくちづけ               | スザンヌ・ヴェイル             |      |
| ジョアン・ウッドワード           | ミスター&ミセス・ブリッジ          | インディア・ブリッジ           |      |
| 1991年 （第64回）                |                                    |                                |      |
| ジョディ・フォスター             | 羊たちの沈黙                       | クラリス・スターリング         |      |
| ジーナ・デイヴィス               | テルマ&ルイーズ                    | テルマ・ディッキンソン         |      |
| ローラ・ダーン                   | ランブリング・ローズ               | ローズ                         |      |
| ベット・ミドラー                 | フォー・ザ・ボーイズ               | ディクシー・レオナルド         |      |
| スーザン・サランドン             | テルマ&ルイーズ                    | ルイーズ・ソーヤー             |      |
| 1992年 （第65回）                |                                    |                                |      |
| エマ・トンプソン                 | ハワーズ・エンド                   | マーガレット・シュレーゲル     |      |
| カトリーヌ・ドヌーヴ             | インドシナ                         | エリアーヌ・ドュブリー         |      |
| メアリー・マクドネル             | パッション・フィッシュ             | メイ＝アリス・カルヘイン       |      |
| ミシェル・ファイファー           | ラブ・フィールド                   | ルリーン・ハレット             |      |
| スーザン・サランドン             | ロレンツォのオイル/命の詩          | ミケーラ・オドーネ             |      |
| 1993年 （第66回）                |                                    |                                |      |
| ホリー・ハンター                 | ピアノ・レッスン                   | エイダ・マクグラス             |      |
| アンジェラ・バセット             | TINA ティナ                        | ティナ・ターナー               |      |
| ストッカード・チャニング         | 私に近い6人の他人                  | ウィサ・キトリッジ             |      |
| エマ・トンプソン                 | 日の名残り                         | マリー・ケントン               |      |
| デブラ・ウィンガー               | 永遠の愛に生きて                   | ジョイ・グレシャム             |      |
| 1994年 （第67回）                |                                    |                                |      |
| ジェシカ・ラング                 | ブルースカイ                       | カーリー・マーシャル           |      |
| ジョディ・フォスター             | ネル                               | ネル・ケルティ                 |      |
| ミランダ・リチャードソン         | 愛しすぎて/詩人の妻                | ヴィヴィアン・ヘーグ＝ウッド   |      |
| ウィノナ・ライダー               | 若草物語                           | ジョー・マーチ                 |      |
| スーザン・サランドン             | 依頼人                             | レジー・ラブ                   |      |
| 1995年 （第68回）                |                                    |                                |      |
| スーザン・サランドン             | デッドマン・ウォーキング           | ヘレン・プレイジェーン         |      |
| エリザベス・シュー               | リービング・ラスベガス             | セーラ                         |      |
| シャロン・ストーン               | カジノ                             | ジンジャー・マッケナ           |      |
| メリル・ストリープ               | マディソン郡の橋                   | フランチェスカ・ジョンソン     |      |
| エマ・トンプソン                 | いつか晴れた日に                   | エレノア・ダッシュウッド       |      |
| 1996年 （第69回）                |                                    |                                |      |
| フランシス・マクドーマンド       | ファーゴ                           | マージ・ガンダーソン           |      |
| ブレンダ・ブレッシン             | 秘密と嘘                           | シンシア・ロズ・パーレイ       |      |
| ダイアン・キートン               | マイ・ルーム                       | ベッシー                       |      |
| クリスティン・スコット・トーマス | イングリッシュ・ペイシェント       | キャサリン・クリフトン         |      |
| エミリー・ワトソン               | 奇跡の海                           | ベス・マクニール               |      |
| 1997年 （第70回）                |                                    |                                |      |
| ヘレン・ハント                   | 恋愛小説家                         | キャロル・コネリー             |      |
| ヘレナ・ボナム＝カーター         | 鳩の翼                             | ケイト・クロイ                 |      |
| ジュリー・クリスティ             | アフターグロウ                     | フィリス・マン                 |      |
| ジュディ・デンチ                 | Queen Victoria 至上の恋            | ヴィクトリア女王               |      |
| ケイト・ウィンスレット           | タイタニック                       | ローズ・デウィット・ブケイター |      |
| 1998年 （第71回）                |                                    |                                |      |
| グウィネス・パルトロー           | 恋におちたシェイクスピア           | ヴァイオラ・デ・レセップス     |      |
| ケイト・ブランシェット           | エリザベス                         | エリザベス1世                  |      |
| フェルナンダ・モンテネグロ       | セントラル・ステーション           | ドーラ                         |      |
| メリル・ストリープ               | 母の眠り                           | ケイト・グルデン               |      |
| エミリー・ワトソン               | ほんとうのジャクリーヌ・デュ・プレ | ジャクリーヌ・デュ・プレ       |      |
| 1999年 （第72回）                |                                    |                                |      |
| ヒラリー・スワンク               | ボーイズ・ドント・クライ           | ブランドン・ティーナ           |      |
| アネット・ベニング               | アメリカン・ビューティー           | キャロライン・バーナム         |      |
| ジャネット・マクティア           | Tumbleweeds                        | マリー・ジョー・ウォーカー     |      |
| ジュリアン・ムーア               | ことの終わり                       | サラ・マイルズ                 |      |
| メリル・ストリープ               | ミュージック・オブ・ハート         | ロベルタ・ガスパーリ           |      |

### 2000年代
| 年                             | 女優名                              | 作品名                                 | 役名 |
| ------------------------------ | ----------------------------------- | -------------------------------------- | ---- |
| 2000年 （第73回）              |                                     |                                        |      |
| ジュリア・ロバーツ             | エリン・ブロコビッチ                | エリン・ブロコビッチ                   |      |
| ジョアン・アレン               | ザ・コンテンダー                    | ライラ・ハドソン上院議員               |      |
| ジュリエット・ビノシュ         | ショコラ                            | ヴィアンヌ・ロシェ                     |      |
| エレン・バースティン           | レクイエム・フォー・ドリーム        | サラ・ゴールドファーブ                 |      |
| ローラ・リニー                 | ユー・キャン・カウント・オン・ミー  | サマンサ・プレスコット                 |      |
| 2001年 （第74回）              |                                     |                                        |      |
| ハル・ベリー                   | チョコレート                        | レティシア・マスグローヴ               |      |
| ジュディ・デンチ               | アイリス                            | アイリス・マードック                   |      |
| ニコール・キッドマン           | ムーラン・ルージュ                  | サティーン                             |      |
| シシー・スペイセク             | イン・ザ・ベッドルーム              | ルース・ファウラー                     |      |
| レネー・ゼルウィガー           | ブリジット・ジョーンズの日記        | ブリジット・ジョーンズ                 |      |
| 2002年 （第75回）              |                                     |                                        |      |
| ニコール・キッドマン           | めぐりあう時間たち                  | ヴァージニア・ウルフ                   |      |
| サルマ・ハエック               | フリーダ                            | フリーダ・カーロ                       |      |
| ダイアン・レイン               | 運命の女                            | コニー・サムナー                       |      |
| ジュリアン・ムーア             | エデンより彼方に                    | キャシー・ウィテカー                   |      |
| レネー・ゼルウィガー           | シカゴ                              | ロキシー・ハート                       |      |
| 2003年 （第76回）              |                                     |                                        |      |
| シャーリーズ・セロン           | モンスター                          | アイリーン・ウォーノス                 |      |
| ケイシャ・キャッスル＝ヒューズ | クジラの島の少女                    | パイケア・アピラナ                     |      |
| ダイアン・キートン             | 恋愛適齢期                          | エリカ・バリー                         |      |
| サマンサ・モートン             | イン・アメリカ/三つの小さな願いごと | サラ・サリバン                         |      |
| ナオミ・ワッツ                 | 21グラム                            | クリスティーナ・ペック                 |      |
| 2004年 （第77回）              |                                     |                                        |      |
| ヒラリー・スワンク             | ミリオンダラー・ベイビー            | マギー・フィッツジェラルド             |      |
| アネット・ベニング             | 華麗なる恋の舞台で                  | ジュリア・ランバート                   |      |
| カタリーナ・サンディノ・モレノ | そして、ひと粒のひかり              | マリア・アルバレス                     |      |
| イメルダ・スタウントン         | ヴェラ・ドレイク                    | ヴェラ・ドレイク                       |      |
| ケイト・ウィンスレット         | エターナル・サンシャイン            | クレメンタイン・クルシェンスキー       |      |
| 2005年 （第78回）              |                                     |                                        |      |
| リース・ウィザースプーン       | ウォーク・ザ・ライン/君につづく道   | ジューン・カーター・キャッシュ         |      |
| ジュディ・デンチ               | ヘンダーソン夫人の贈り物            | ローラ・ヘンダーソン                   |      |
| フェリシティ・ハフマン         | トランスアメリカ                    | サブリナ・"ブリー"・オズボーン         |      |
| キーラ・ナイトレイ             | プライドと偏見                      | エリザベス・ベネット                   |      |
| シャーリーズ・セロン           | スタンドアップ                      | ジョージー・エイムズ                   |      |
| 2006年 （第79回）              |                                     |                                        |      |
| ヘレン・ミレン                 | クィーン                            | エリザベス2世                          |      |
| ペネロペ・クルス               | ボルベール〈帰郷〉                  | ライムンダ                             |      |
| ジュディ・デンチ               | あるスキャンダルについての覚え書き  | バーバラ・コヴェット                   |      |
| メリル・ストリープ             | プラダを着た悪魔                    | ミランダ・プリーストリー               |      |
| ケイト・ウィンスレット         | リトル・チルドレン                  | サラ・ピアース                         |      |
| 2007年 （第80回）              |                                     |                                        |      |
| マリオン・コティヤール         | エディット・ピアフ〜愛の讃歌〜      | エディット・ピアフ                     |      |
| ケイト・ブランシェット         | エリザベス:ゴールデン・エイジ       | エリザベス1世                          |      |
| ジュリー・クリスティ           | アウェイ・フロム・ハー君を想う      | フィオーナ・アンダーソン               |      |
| ローラ・リニー                 | マイ・ライフ、マイ・ファミリー      | ウェンディ・サヴェージ                 |      |
| エレン・ペイジ                 | JUNO/ジュノ                         | ジュノ・マクガフ                       |      |
| 2008年 （第81回）              |                                     |                                        |      |
| ケイト・ウィンスレット         | 愛を読むひと                        | ハンナ・シュミッツ                     |      |
| アン・ハサウェイ               | レイチェルの結婚                    | キム・バックマン                       |      |
| アンジェリーナ・ジョリー       | チェンジリング                      | クリスティン・コリンズ                 |      |
| メリッサ・レオ                 | フローズン・リバー                  | レイ・エディ                           |      |
| メリル・ストリープ             | ダウト〜あるカトリック学校で〜      | シスター・アロイシアス                 |      |
| 2009年 （第82回）              |                                     |                                        |      |
| サンドラ・ブロック             | しあわせの隠れ場所                  | リー・アン・テューイ                   |      |
| ヘレン・ミレン                 | 終着駅 トルストイ最後の旅           | ソフィヤ・トルストイ                   |      |
| キャリー・マリガン             | 17歳の肖像                          | ジェニー・メラー                       |      |
| ガボレイ・シディベ             | プレシャス                          | クレアリース・"プレシャス"・ジョーンズ |      |
| メリル・ストリープ             | ジュリー&ジュリア                   | ジュリア・チャイルド                   |      |

### 2010年代
| 年                         | 女優名                                        | 作品名                                         | 役名 |
| -------------------------- | --------------------------------------------- | ---------------------------------------------- | ---- |
| 2010年 （第83回）          |                                               |                                                |      |
| ナタリー・ポートマン       | ブラック・スワン                              | ニナ・セイヤーズ                               |      |
| アネット・ベニング         | キッズ・オールライト                          | ニコール・オールグッド                         |      |
| ニコール・キッドマン       | ラビット・ホール                              | ベッカ・コーベット                             |      |
| ジェニファー・ローレンス   | ウィンターズ・ボーン                          | リー・ドリー                                   |      |
| ミシェル・ウィリアムズ     | ブルーバレンタイン                            | シンディ・ヘラー                               |      |
| 2011年 （第84回）          |                                               |                                                |      |
| メリル・ストリープ         | マーガレット・サッチャー 鉄の女の涙           | マーガレット・サッチャー                       |      |
| グレン・クローズ           | アルバート氏の人生                            | アルバート・ノッブス                           |      |
| ヴィオラ・デイヴィス       | ヘルプ 〜心がつなぐストーリー〜               | アイビリーン・クラーク                         |      |
| ルーニー・マーラ           | ドラゴン・タトゥーの女                        | リスベット・サランデル                         |      |
| ミシェル・ウィリアムズ     | マリリン 7日間の恋                            | マリリン・モンロー                             |      |
| 2012年 （第85回）          |                                               |                                                |      |
| ジェニファー・ローレンス   | 世界にひとつのプレイブック                    | ティファニー・マクスウェル                     |      |
| ジェシカ・チャステイン     | ゼロ・ダーク・サーティ                        | マヤ・ランバート                               |      |
| クヮヴェンジャネ・ウォレス | ハッシュパピー 〜バスタブ島の少女〜           | ハッシュパピー                                 |      |
| ナオミ・ワッツ             | インポッシブル                                | マリア・ベネット                               |      |
| エマニュエル・リヴァ       | 愛、アムール                                  | アン・ローラン                                 |      |
| 2013年 （第86回）          |                                               |                                                |      |
| ケイト・ブランシェット     | ブルージャスミン                              | ジャネット・"ジャスミン"・フランシス           |      |
| メリル・ストリープ         | 8月の家族たち                                 | ヴァイオレット・ウェストン                     |      |
| ジュディ・デンチ           | あなたを抱きしめる日まで                      | フィロミーナ・リー                             |      |
| サンドラ・ブロック         | ゼロ・グラビティ                              | ライアン・ストーン博士                         |      |
| エイミー・アダムス         | アメリカン・ハッスル                          | シドニー・プロッサー                           |      |
| 2014年 （第87回）          |                                               |                                                |      |
| ジュリアン・ムーア         | アリスのままで                                | アリス・ホーランド博士                         |      |
| マリオン・コティヤール     | サンドラの週末                                | サンドラ                                       |      |
| フェリシティ・ジョーンズ   | 博士と彼女のセオリー                          | ジェーン・ホーキング                           |      |
| ロザムンド・パイク         | ゴーン・ガール                                | エイミー・エリオット・ダン                     |      |
| リース・ウィザースプーン   | わたしに会うまでの1600キロ                    | シェリル・ストレイド                           |      |
| 2015年 （第88回）          |                                               |                                                |      |
| ブリー・ラーソン           | ルーム                                        | ジョイ・ニューサム / ママ                      |      |
| ケイト・ブランシェット     | キャロル                                      | キャロル・エアード                             |      |
| ジェニファー・ローレンス   | ジョイ                                        | ジョイ・マンガーノ                             |      |
| シャーロット・ランプリング | さざなみ                                      | ケイト・マーサー                               |      |
| シアーシャ・ローナン       | ブルックリン                                  | エイリス・レイシー                             |      |
| 2016年 （第89回）          |                                               |                                                |      |
| エマ・ストーン             | ラ・ラ・ランド                                | ミア・ドーラン                                 |      |
| イザベル・ユペール         | エル ELLE                                     | ミシェル・ルブラン                             |      |
| ルース・ネッガ             | ラビング 愛という名前のふたり                 | ミルドレッド・ラビング                         |      |
| ナタリー・ポートマン       | ジャッキー/ファーストレディ 最後の使命        | ジャッキー・ケネディ                           |      |
| メリル・ストリープ         | マダム・フローレンス! 夢見るふたり            | フローレンス・フォスター・ジェンキンス         |      |
| 2017年 （第90回）          |                                               |                                                |      |
| フランシス・マクドーマンド | スリー・ビルボード                            | ミルドレッド・ヘイズ                           |      |
| サリー・ホーキンス         | シェイプ・オブ・ウォーター                    | イライザ・エスポジート                         |      |
| マーゴット・ロビー         | アイ,トーニャ 史上最大のスキャンダル          | トーニャ・ハーディング                         |      |
| シアーシャ・ローナン       | レディ・バード                                | クリスティン・"レディ・バード"・マクファーソン |      |
| メリル・ストリープ         | ペンタゴン・ペーパーズ/最高機密文書           | キャサリン・グラハム                           |      |
| 2018年 （第91回）          |                                               |                                                |      |
| オリヴィア・コールマン     | 女王陛下のお気に入り                          | アン女王                                       |      |
| ヤリッツァ・アパリシオ     | ROMA/ローマ                                   | クレオ                                         |      |
| グレン・クローズ           | 天才作家の妻 40年目の真実                     | ジョーン・キャッスルマン                       |      |
| レディー・ガガ             | アリー/ スター誕生                            | アリー                                         |      |
| メリッサ・マッカーシー     | ある女流作家の罪と罰                          | リー・イスラエル                               |      |
| 2019年 （第92回）          |                                               |                                                |      |
| レネー・ゼルウィガー       | ジュディ 虹の彼方に                           | ジュディ・ガーランド                           |      |
| シンシア・エリヴォ         | ハリエット                                    | ハリエット・タブマン                           |      |
| スカーレット・ヨハンソン   | マリッジ・ストーリー                          | ニコール・バーバー                             |      |
| シアーシャ・ローナン       | ストーリー・オブ・マイライフ/わたしの若草物語 | ジョゼフィーン・"ジョー"・マーチ               |      |
| シャーリーズ・セロン       | スキャンダル                                  | メーガン・ケリー                               |      |

### 2020年代
| 年                         | 女優名                                             | 作品名                                             | 役名 |
| -------------------------- | -------------------------------------------------- | -------------------------------------------------- | ---- |
| 2020/21年 （第93回）       |                                                    |                                                    |      |
| フランシス・マクドーマンド | ノマドランド                                       | ファーン                                           |      |
| ヴィオラ・デイヴィス       | マ・レイニーのブラックボトム                       | マ・レイニー                                       |      |
| アンドラ・デイ             | ザ・ユナイテッド・ステイツ vs. ビリー・ホリデイ    | ビリー・ホリデイ                                   |      |
| ヴァネッサ・カービー       | 私というパズル                                     | マーサ・ワイス                                     |      |
| キャリー・マリガン         | プロミシング・ヤング・ウーマン                     | カサンドラ・"キャシー"・トーマス                   |      |
| 2021年 （第94回）          |                                                    |                                                    |      |
| ジェシカ・チャステイン     | タミー・フェイの瞳                                 | タミー・フェイ・ベイカー                           |      |
| オリヴィア・コールマン     | ロスト・ドーター                                   | レダ・カルーソ                                     |      |
| ペネロペ・クルス           | パラレル・マザーズ                                 | ジャニス・マルティネス・モレーノ                   |      |
| ニコール・キッドマン       | 愛すべき夫妻の秘密                                 | ルシル・ボール                                     |      |
| クリステン・スチュワート   | スペンサー ダイアナの決意                          | ウェールズ公妃ダイアナ                             |      |
| 2022年 （第95回）          |                                                    |                                                    |      |
| ミシェル・ヨー             | エブリシング・エブリウェア・オール・アット・ワンス | エヴリン・ワン                                     |      |
| ケイト・ブランシェット     | TAR/ター                                           | リディア・ター                                     |      |
| アナ・デ・アルマス         | ブロンド                                           | ノーマ・ジーン・モーテンセン/マリリン・モンロー    |      |
| アンドレア・ライズボロー   | To Leslie トゥ・レスリー                           | レスリー・ローランズ                               |      |
| ミシェル・ウィリアムズ     | フェイブルマンズ                                   | ミッツ・シールド=フェイブルマン                    |      |
| 2023年 （第96回）          |                                                    |                                                    |      |
| エマ・ストーン             | 哀れなるものたち                                   | ベラ・バクスター                                   |      |
| アネット・ベニング         | ナイアド 〜その決意は海を越える〜                  | ダイアナ・ナイアド                                 |      |
| リリー・グラッドストーン   | キラーズ・オブ・ザ・フラワームーン                 | モーリー・バークハート                             |      |
| ザンドラ・ヒュラー         | 落下の解剖学                                       | サンドラ                                           |      |
| キャリー・マリガン         | マエストロ: その音楽と愛と                         | フェリシア・モンテアレグレ・コーン・バーンスタイン |      |
| 2024年 （第97回）          |                                                    |                                                    |      |
| マイキー・マディソン       | ANORA アノーラ                                     | アニー                                             |      |
| シンシア・エリヴォ         | ウィキッド ふたりの魔女                            | エルファバ・スロップ                               |      |
| カルラ・ソフィア・ガスコン | エミリア・ペレス                                   | エミリア・ペレス/フアン・デル・モンテ              |      |
| デミ・ムーア               | サブスタンス                                       | エリザベス・スパークル                             |      |
| フェルナンダ・トレース     | アイム・スティル・ヒア                             | エウニセ・パイヴァ                                 |      |

## 記録

### 複数回受賞・ノミネート者
| 受賞回数 | 女優                         | ノミネート回数 |
| -------- | ---------------------------- | -------------- |
| 4        | キャサリン・ヘプバーン       | 12             |
| 3        | フランシス・マクドーマンド   | 3              |
| 2        | メリル・ストリープ           | 17             |
| 2        | ベティ・デイヴィス           | 10             |
| 2        | イングリッド・バーグマン     | 6              |
| 2        | ジェーン・フォンダ           | 6              |
| 2        | エリザベス・テイラー         | 5              |
| 2        | オリヴィア・デ・ハヴィランド | 4              |
| 2        | グレンダ・ジャクソン         | 4              |
| 2        | ジョディ・フォスター         | 3              |
| 2        | サリー・フィールド           | 2              |
| 2        | ヴィヴィアン・リー           | 2              |
| 2        | ルイーゼ・ライナー           | 2              |
| 2        | ヒラリー・スワンク           | 2              |
| 2        | エマ・ストーン               | 2              |

| ノミネート回数 | 女優                         |
| -------------- | ---------------------------- |
| 17             | メリル・ストリープ           |
| 12             | キャサリン・ヘプバーン       |
| 10             | ベティ・デイヴィス           |
| 7              | グリア・ガースン             |
| 6              | イングリッド・バーグマン     |
| 6              | ジェーン・フォンダ           |
| 6              | デボラ・カー                 |
| 6              | ノーマ・シアラー             |
| 6              | シシー・スペイセク           |
| 5              | アン・バンクロフト           |
| 5              | ケイト・ブランシェット       |
| 5              | エレン・バースティン         |
| 5              | ジュディ・デンチ             |
| 5              | アイリーン・ダン             |
| 5              | スーザン・ヘイワード         |
| 5              | オードリー・ヘップバーン     |
| 5              | ジェシカ・ラング             |
| 5              | シャーリー・マクレーン       |
| 5              | スーザン・サランドン         |
| 5              | エリザベス・テイラー         |
| 4              | アネット・ベニング           |
| 4              | グレン・クローズ             |
| 4              | ジュリー・クリスティ         |
| 4              | オリヴィア・デ・ハヴィランド |
| 4              | グレンダ・ジャクソン         |
| 4              | ジェニファー・ジョーンズ     |
| 4              | ダイアン・キートン           |
| 4              | ニコール・キッドマン         |
| 4              | マーシャ・メイソン           |
| 4              | ジェラルディン・ペイジ       |
| 4              | ヴァネッサ・レッドグレイヴ   |
| 4              | ロザリンド・ラッセル         |
| 4              | バーバラ・スタンウィック     |
| 4              | ケイト・ウィンスレット       |
| 4              | ジョアン・ウッドワード       |
| 4              | ジェーン・ワイマン           |

### 最年長・最年少の受賞・ノミネート者
| 記録               | 監督                       | 映画                                | 年齢 |
| ------------------ | -------------------------- | ----------------------------------- | ---- |
| 最年長受賞者       | ジェシカ・タンディ         | ドライビング Miss デイジー          | 80歳 |
| 最年長ノミネート者 | エマニュエル・リヴァ       | 愛、アムール                        | 85歳 |
| 最年少受賞者       | マーリー・マトリン         | 愛は静けさの中に                    | 21歳 |
| 最年少ノミネート者 | クヮヴェンジャネ・ウォレス | ハッシュパピー 〜バスタブ島の少女〜 | 9歳  |

| 順位 | 年齢      | 人物                       | 作品                                | 生年月日       | 授賞式         | 備考                                            |
| ---- | --------- | -------------------------- | ----------------------------------- | -------------- | -------------- | ----------------------------------------------- |
| 1    | 80歳292日 | ジェシカ・タンディ         | ドライビング Miss デイジー          | 1909年6月7日   | 1990年3月26日  | 1990年-現在まで記録を保持している。             |
| 2    | 74歳321日 | キャサリン・ヘプバーン     | 黄昏                                | 1907年5月12日  | 1982年3月29日  | 1982年-1990年まで記録を保持していた。（8年間）  |
| 3    | 63歳306日 | フランシス・マクドーマンド | ノマドランド                        | 1957年6月23日  | 2021年4月25日  |                                                 |
| 4    | 63歳1日   | マリー・ドレスラー         | 惨劇の波止場                        | 1868年11月9日  | 1931年11月10日 | 1931年-1982年まで記録を保持していた。（51年間） |
| 5    | 62歳249日 | メリル・ストリープ         | マーガレット・サッチャー 鉄の女の涙 | 1949年6月22日  | 2012年2月26日  |                                                 |
| 6    | 61歳337日 | キャサリン・ヘプバーン     | 冬のライオン                        | 1907年5月12日  | 1969年4月14日  |                                                 |
| 7    | 61歳214日 | ヘレン・ミレン             | クィーン                            | 1945年7月26日  | 2007年2月25日  |                                                 |
| 8    | 61歳122日 | ジェラルディン・ペイジ     | バウンティフルへの旅                | 1924年11月22日 | 1986年3月24日  |                                                 |
| 9    | 60歳334日 | キャサリン・ヘプバーン     | 招かれざる客                        | 1907年5月12日  | 1968年4月10日  |                                                 |
| 10   | 60歳254日 | フランシス・マクドーマンド | スリー・ビルボード                  | 1957年6月23日  | 2018年3月4日   |                                                 |

| 順位 | 年齢      | 人物                       | 作品                               | 生年月日      | ノミネート日  | 備考                                                            |
| ---- | --------- | -------------------------- | ---------------------------------- | ------------- | ------------- | --------------------------------------------------------------- |
| 1    | 85歳321日 | エマニュエル・リヴァ       | 愛、アムール                       | 1927年2月24日 | 2013年1月10日 | 2013年～現在まで記録を保持している。                            |
| 2    | 80歳292日 | ジェシカ・タンディ         | ドライビング Miss デイジー         | 1909年6月7日  | 1990年3月26日 | 主演女優賞受賞。1990年-2013年まで記録を保持していた。（23年間） |
| 3    | 80歳11日  | イーディス・エヴァンス     | 哀愁の旅                           | 1888年2月8日  | 1968年2月19日 | 1968年-1990年まで記録を保持していた。（22年間）                 |
| 4    | 79歳38日  | ジュディ・デンチ           | あなたを抱きしめる日まで           | 1934年12月9日 | 2014年1月16日 |                                                                 |
| 5    | 75歳313日 | メイ・ロブソン             | 一日だけの淑女                     | 1858年4月19日 | 1934年2月26日 | 1934年-1968年まで記録を保持していた。（34年間）                 |
| 6    | 74歳321日 | キャサリン・ヘプバーン     | 黄昏                               | 1907年5月12日 | 1982年3月29日 | 主演女優賞受賞。                                                |
| 7    | 72歳45日  | ジュディ・デンチ           | あるスキャンダルについての覚え書き | 1934年12月9日 | 2007年1月23日 |                                                                 |
| 8    | 71歳309日 | グレン・クローズ           | 天才作家の妻 40年目の真実          | 1947年3月19日 | 2019年1月22日 |                                                                 |
| 9    | 71歳53日  | ジュディ・デンチ           | ヘンダーソン夫人の贈り物           | 1934年12月9日 | 2006年1月31日 |                                                                 |
| 10   | 69歳343日 | シャーロット・ランプリング | さざなみ                           | 1946年2月5日  | 2016年1月14日 |                                                                 |

| 順位 | 年齢      | 人物                     | 作品                           | 生年月日       | 授賞式        | 備考                                            |
| ---- | --------- | ------------------------ | ------------------------------ | -------------- | ------------- | ----------------------------------------------- |
| 1    | 21歳218日 | マーリー・マトリン       | 愛は静けさの中に               | 1965年8月24日  | 1987年3月30日 | 1987年-現在まで記録を保持している。             |
| 2    | 22歳193日 | ジェニファー・ローレンス | 世界にひとつのプレイブック     | 1990年8月15日  | 2013年2月24日 |                                                 |
| 3    | 22歳222日 | ジャネット・ゲイナー     | 第七天国、街の天使、サンライズ | 1906年10月6日  | 1929年5月16日 | 1929年-1987年まで記録を保持していた。（58年間） |
| 4    | 24歳127日 | ジョーン・フォンテイン   | 断崖                           | 1917年10月22日 | 1942年2月26日 |                                                 |
| 5    | 24歳325日 | オードリー・ヘプバーン   | ローマの休日                   | 1929年5月4日   | 1954年3月25日 |                                                 |
| 6    | 25歳0日   | ジェニファー・ジョーンズ | 聖処女                         | 1919年3月2日   | 1944年3月2日  |                                                 |
| 7    | 25歳138日 | グレース・ケリー         | 喝采                           | 1929年11月12日 | 1955年3月30日 |                                                 |
| 8    | 25歳240日 | ヒラリー・スワンク       | ボーイズ・ドント・クライ       | 1974年7月30日  | 2000年3月26日 |                                                 |
| 9    | 25歳342日 | マイキー・マディソン     | ANORA アノーラ                 | 1999年3月25日  | 2025年3月2日  |                                                 |
| 10   | 26歳4日   | ジュリー・クリスティ     | ダーリング                     | 1940年4月14日  | 1966年4月18日 |                                                 |

| 順位 | 年齢      | 人物                           | 作品                                | 生年月日       | ノミネート日  | 備考                                                                                                 |
| ---- | --------- | ------------------------------ | ----------------------------------- | -------------- | ------------- | --- |
| 1    | 9歳135日  | クヮヴェンジャネ・ウォレス     | ハッシュパピー 〜バスタブ島の少女〜 | 2003年8月28日  | 2013年1月10日 | 2013年-現在まで記録を保持している。                                                                  |
| 2    | 13歳309日 | ケイシャ・キャッスル＝ヒューズ | クジラの島の少女                    | 1990年3月24日  | 2004年1月27日 | 2004年-2013年まで記録を保持していた。（9年間）                                                       |
| 3    | 20歳163日 | ジェニファー・ローレンス       | ウィンターズ・ボーン                | 1990年8月15日  | 2011年1月25日 | |
| 4    | 20歳235日 | イザベル・アジャーニ           | アデルの恋の物語                    | 1955年6月27日  | 1976年2月17日 | 1976年-2004年まで記録を保持していた。（28年間）                                                      |
| 5    | 20歳311日 | キーラ・ナイトレイ             | プライドと偏見                      | 1985年3月26日  | 2006年1月31日 | |
| 6    | 20歳335日 | エレン・ペイジ                 | JUNO/ジュノ                         | 1987年2月21日  | 2008年1月22日 | 2020年にトランスジェンダーであることをカミングアウトし、現在はエリオット・ペイジとして活動している。 |
| 7    | 21歳171日 | マーリー・マトリン             | 愛は静けさの中に                    | 1965年8月24日  | 1987年2月11日 | 主演女優賞受賞。                                                                                     |
| 8    | 21歳277日 | シアーシャ・ローナン           | ブルックリン                        | 1994年4月12日  | 2016年1月14日 | |
| 9    | 22歳60日  | エリザベス・ハートマン         | ふるえて眠れ                        | 1943年12月23日 | 1966年2月21日 | 1966年-1976年まで記録を保持していた。（10年間）                                                      |
| 10   | 22歳128日 | ケイト・ウィンスレット         | タイタニック                        | 1975年10月5日  | 1998年2月10日 | |

### 出演時間の記録
| 順位 | 出演時間      | 人物                         | 作品                                               | 公開年 | 備考                                |
| ---- | ------------- | ---------------------------- | -------------------------------------------------- | ------ | ----------------------------------- |
| 1    | 2時間23分32秒 | ヴィヴィアン・リー           | 風と共に去りぬ                                     | 1939   | 1940年-現在まで記録を保持している。 |
| 2    | 2時間1分2秒   | バーブラ・ストライサンド     | ファニー・ガール                                   | 1968   |                                     |
| 3    | 1時間48分36秒 | マイキー・マディソン         | ANORA アノーラ                                     | 2024   |                                     |
| 4    | 1時間41分14秒 | メリル・ストリープ           | ソフィーの選択                                     | 1982   |                                     |
| 5    | 1時間37分19秒 | エマ・ストーン               | 哀れなるものたち                                   | 2023   |                                     |
| 6    | 1時間36分56秒 | オリヴィア・デ・ハヴィランド | 遥かなる我が子                                     | 1946   |                                     |
| 7    | 1時間36分42秒 | ジェシカ・チャステイン       | タミー・フェイの瞳                                 | 2021   |                                     |
| 8    | 1時間35分45秒 | ジュリア・ロバーツ           | エリン・ブロコビッチ                               | 2000   |                                     |
| 9    | 1時間35分16秒 | ミシェル・ヨー               | エブリシング・エブリウェア・オール・アット・ワンス | 2022   |                                     |
| 10   | 1時間33分4秒  | ヴィヴィアン・リー           | 欲望という名の電車                                 | 1951   |                                     |

| 順位 | 出演時間      | 人物                     | 作品                            | 公開年 | 備考                                |
| ---- | ------------- | ------------------------ | ------------------------------- | ------ | ----------------------------------- |
| 1    | 2時間23分32秒 | ヴィヴィアン・リー       | 風と共に去りぬ                  | 1939   | 1940年-現在まで記録を保持している。 |
| 2    | 2時間15分15秒 | ケイト・ブランシェット   | TAR/ター                        | 2022   |                                     |
| 3    | 2時間1分38秒  | ダイアナ・ロス           | ビリー・ホリデイ物語/奇妙な果実 | 1972   |                                     |
| 4    | 2時間1分2秒   | バーブラ・ストライサンド | ファニー・ガール                | 1968   |                                     |
| 5    | 1時間58分6秒  | リヴ・ウルマン           | 鏡の中の女                      | 1976   |                                     |
| 6    | 1時間58分6秒  | ジュディ・ガーランド     | スタア誕生                      | 1954   |                                     |
| 7    | 1時間53分44秒 | アナ・デ・アルマス       | ブロンド                        | 2022   |                                     |
| 8    | 1時間52分57秒 | メリル・ストリープ       | 愛と哀しみの果て                | 1985   |                                     |
| 9    | 1時間52分50秒 | オードリー・ヘップバーン | 尼僧物語                        | 1959   |                                     |
| 10   | 1時間51分31秒 | ベット・ミドラー         | ローズ                          | 1979   |                                     |

| 順位 | 出演時間 | 人物                       | 作品               | 公開年 | 備考                                            |
| ---- | -------- | -------------------------- | ------------------ | ------ | ----------------------------------------------- |
| 1    | 21分51秒 | パトリシア・ニール         | ハッド             | 1963   | 1964年-現在まで記録を保持している。             |
| 2    | 22分37秒 | ルイーズ・フレッチャー     | カッコーの巣の上で | 1975   |                                                 |
| 3    | 23分30秒 | ニコール・キッドマン       | めぐりあう時間たち | 2002   |                                                 |
| 4    | 26分29秒 | フランシス・マクドーマンド | ファーゴ           | 1996   |                                                 |
| 5    | 35分43秒 | ルイーゼ・ライナー         | 巨星ジーグフェルド | 1936   | 1937年-1964年まで記録を保持していた。（27年間） |
| 6    | 38分7秒  | シモーヌ・シニョレ         | 年上の女           | 1959   |                                                 |
| 7    | 41分5秒  | ジャネット・ゲイナー       | サンライズ         | 1928   | 1929年-1937年まで記録を保持していた。（9年間）  |
| 8    | 41分55秒 | ケイト・ウィンスレット     | 愛を読むひと       | 2008   |                                                 |
| 9    | 42分2秒  | フェイ・ダナウェイ         | ネットワーク       | 1976   |                                                 |
| 10   | 43分26秒 | キャサリン・ヘプバーン     | 招かれざる客       | 1967   |                                                 |

| 順位 | 出演時間 | 人物                       | 作品                   | 公開年 | 備考                                            |
| ---- | -------- | -------------------------- | ---------------------- | ------ | ----------------------------------------------- |
| 1    | 20分10秒 | エリノア・パーカー         | 探偵物語               | 1951   | 1952年-現在まで記録を保持している。             |
| 2    | 20分30秒 | ジェラルディン・ペイジ     | インテリア             | 1978年 |                                                 |
| 3    | 20分32秒 | デボラ・カー               | 地上より永遠に         | 1953年 |                                                 |
| 4    | 21分46秒 | ルイーズ・ドレッサー       | 老番人                 | 1928   | 1928年-1952年まで記録を保持していた。（24年間） |
| 5    | 21分51秒 | パトリシア・ニール         | ハッド                 | 1963   |                                                 |
| 6    | 24分54秒 | グリア・ガースン           | チップス先生さようなら | 1939年 |                                                 |
| 7    | 22分37秒 | ルイーズ・フレッチャー     | カッコーの巣の上で     | 1975   |                                                 |
| 8    | 23分30秒 | ニコール・キッドマン       | めぐりあう時間たち     | 2002   |                                                 |
| 9    | 25分2秒  | ジュリー・クリスティ       | ギャンブラー           | 1971   |                                                 |
| 10   | 26分29秒 | フランシス・マクドーマンド | ファーゴ               | 1996   |                                                 |

### その他
- ジャンヌ・イーグルス（英語版）(『手紙（英語版）』)はこの部門にて唯一死後にノミネートされた女優である。
- ルイーズ・ライナー(1936年・1937年)、キャサリン・ヘプバーン(1967年・1968年)はこの部門で連覇した女優である。
- 第41回にはキャサリン・ヘプバーンとバーブラ・ストライサンドの票数が全く同じとなり、同部門初のタイ受賞となった。
- イタリア人女優のソフィア・ローレンは、『ふたりの女』の非英語圏での演技で初の受賞者となった。
- 非白人の女優が最初に受賞したのは、『チョコレート』(第74回)のハル・ベリーである。
- トランスジェンダーの女優が最初にノミネートされたのは、『エミリア・ペレス』(第97回)のカーラ・ソフィア・ガスコンである。
- 1つの作品から同時に複数人が主演女優賞にノミネートされたのは『イヴの総て』(第23回)のアン・バクスターとベティ・デイヴィス、『去年の夏 突然に』(第32回)のキャサリン・ヘップバーンとエリザベス・テイラー、『愛と喝采の日々』(第50回)のアン・バンクロフトとシャーリー・マクレーン、『愛と追憶の日々』(第56回)のシャーリー・マクレーンとデブラ・ウィンガー、『テルマ&ルイーズ』(第64回)のジーナ・デイヴィスとスーザン・サランドンである。このうち、『愛と追憶の日々』のシャーリー・マクレーンのみが受賞を果たしている。